# Копнин, Павел Васильевич
Па́вел Васи́льевич Копни́н (27 января 1922, Гжель, Московская губерния — 27 июня 1971, Москва) — советский философ

, гносеолог и логик, доктор философских наук (1955), профессор (1958), член-корреспондент АН СССР (1970), академик АН УССР (1967). Внёс заметный вклад в формирование киевской гносеологической школы, за что также иногда причисляется к украинским философам.

## Биография
Родился в крестьянской семье, Копнины переехали в Москву в 1930-е годы. Учился в МИФЛИ (1939—1941) и на философском факультете МГУ (1944). Участник Великой Отечественной войны. Член ВКП(б) с 1943 года.
После войны поступил в аспирантуру Московского государственного педагогического института, которую окончил в 1947 году, защитив кандидатскую диссертацию «Борьба материализма и идеализма в развитии учения о сущности суждения». В 1947—1962 годах находился на научной и педагогической работе в Томске, Москве, Киеве.
Работал в Академии общественных наук при ЦК КПСС, в 1947—1955 годах — доцент, заведующий кафедрой Томского университета. Докторская диссертация — «Формы мышления и их роль в познании». Заведующий кафедрой философии АН СССР (1956—1958).
С 1958 года — на Украине, заведовал кафедрой философии Киевского политехнического института, а затем — кафедрой диалектического и исторического материализма Киевского государственного университета (1959—1961).
В 1962—1968 годах работал директором Института философии АН УССР, с 1968 года — Института философии АН СССР. Работал профессором кафедры диалектического материализма философского факультета МГУ.
Член редколлегий «Философской энциклопедии» (1961—1970) и журнала «Вопросы философии» (1963—1971). С 1963 года — член Исполнительного комитета Международной федерации философских обществ.
Похоронен на Новодевичьем кладбище.

## Научная деятельность
Автор научных работ по вопросам диалектического материализма, теории познания, методологии и логики науки, один из инициаторов разработки в СССР логики научных исследований.
П. Копниным осуществлены работы по анализу логико-методологических основ современной науки, сделана попытка диалектико-материалистического обобщения отдельных сфер конкретно-методологических знаний, исследованы логические функции диалектики, освещена концепция совпадения диалектики, логики и теории познания. Им осуществлена разветвленная типология форм мышления, форм познания и форм систематизации научных знаний, сделаны существенные уточнения в понимании соотношения чувственного и рационального, теоретического и эмпирического.
В течение всей жизни учёный занимался исследованием фундаментальных философских вопросов развития науки — от исследования методологических и логико-гносеологических проблем отдельных отраслей естествознания к проблемам, объединяющим несколько областей (физика, биология, кибернетика), а также тех проблем, которые возникают в междисциплинарном знании.

Могила Копнина на Новодевичьем кладбище Москвы.

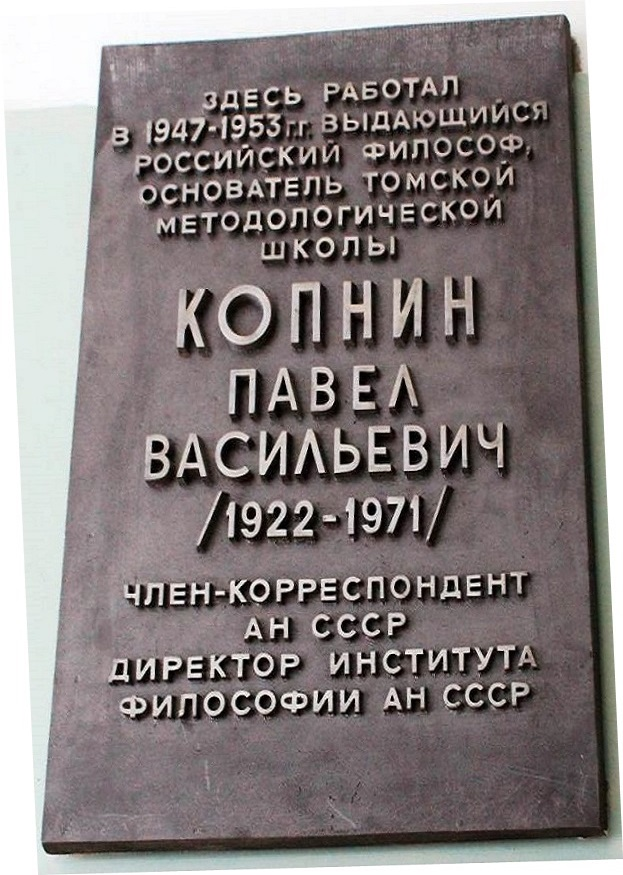
Мемориальная доска, Томский государственный университет

## Избранные научные сочинения
- Диалектика как логика (1961);
- Гипотеза и познание действительности (1962);
- Идея как форма мышления (1963);
- Введение в марксистскую гносеологию (1966);
- Логические основы науки (1968);
- Философские идеи В. И. Ленина и логика (1969);
- Диалектика как логика и теория познания (1973);
- Диалектика, логика, наука (1973);
- Гносеологические и логические основы науки (1974);
- Проблемы диалектики как логики и теории познания (Избранные философские работы, 1982) и др.

Один из авторов учебника «Основы марксистской философии».

## Награды
- Орден Трудового Красного Знамени,
- Орден «Знак Почёта»,
- медали СССР.

## Семья
- Сын — Борис Павлович Копнин (1949—2023), доктор биологических наук, профессор[5]. Был женат на Калерии Вивиановне Волковой (род. 1948), внучке писателя Александра Волкова.